# Bundesverband Nachhilfe- und Nachmittagsschulen
Der VNN Bundesverband Nachhilfe- und Nachmittagsschulen e.V. ist der einzige Verband der institutionellen Nachhilfe in Deutschland. Er setzt sich für mehr Transparenz und verlässliche Qualität in der Nachhilfe ein. Zudem vertritt er die Interessen der Branche gegenüber der Politik und der Öffentlichkeit.

## Geschichte
1998 wurde der „Interessenverband Nachhilfeschulen e. V.“ gegründet. Er war der erste Verband der Nachhilfebranche. 2003 wurde er umbenannt in Bundesverband Nachhilfe- und Nachmittagsschulen. 2014 erfolgte der Zusammenschluss des VNN mit dem Bundesverband inhabergeführter Nachhilfeschulen (BiN). 2016 trat auch die Gütegemeinschaft INA-Nachhilfeschulen bei. Seitdem sind alle Interessenvertretungen der Nachhilfebranche unter dem Dach des VNN vereint, der damit der einzige Verband der Branche ist.
Branchengrößen wie die Franchise-Unternehmen Schülerhilfe und Studienkreis sind nicht Mitglied im VNN.
2018 erfolgte die Umbenennung in VNN Bundesverband Nachhilfe- und Nachmittagsschulen e.V. Der Sitz des Vereins ist in Solingen. Der Verein ist im Vereinsregister am Amtsgericht Wuppertal unter VR 31268 eingetragen. Der VNN ist als gemeinnützig anerkannt.

## Ziele
Ein Hauptziel besteht darin, die Qualität der institutionellen Nachhilfe zu sichern. Daher hat sich der VNN hohe Qualitätsstandards gesetzt. Alle Mitglieder verpflichten sich, den zehn Punkte umfassenden Katalog zur Sicherung der Qualität in der Nachhilfe sowie den Ehrenkodex des VNN einzuhalten.
Um eine nachprüfbare und transparente Qualität zu ermöglichen, empfiehlt der Verband seinen Mitgliedern zudem, die Umsetzung ihres Qualitätsanspruchs durch weitere Zertifizierungen oder Qualitätssiegel sicherzustellen. Besonders hervorzuheben ist hier das TÜV-Rheinland Siegel „Qualitätsstandard Nachhilfe“ für Präsenz-Nachhilfe, für Online-Nachhilfe sowie für Nachhilfe zu Hause. Der Verband stellt eine Liste zertifizierter Organisationen zur Verfügung.
Ein weiterer Schwerpunkt der Arbeit des VNN besteht darin, die Angebote der institutionellen Nachhilfe für Eltern und Schüler transparenter und vergleichbarer zu machen, ihnen Sicherheit zu geben und eine Hilfe bei der Entscheidung für die passende Nachhilfe zu bieten.

## Tätigkeiten
Der VNN unterstützt seine Mitglieder, indem er ihnen hilft, die hohen Anforderungen an die Qualität und Transparenz der eigenen Arbeit umzusetzen. Dies geschieht in Form von Arbeitskreisen, durch die individuelle Beratung der Mitglieder, durch den Erfahrungsaustausch der Mitglieder untereinander und durch interne Fortbildungen. Indem er politische Lobbyarbeit leistet und sich für den vertrauensvollen Dialog zwischen Nachhilfe, Schulen, Politik und Wirtschaft einsetzt, erhöht er die Akzeptanz der Nachhilfe und verbessert die Bedingungen der Nachhilfeschulen vor Ort.
Weitere Ziele des Verein sind die steuerliche Absetzbarkeit der Dienstleistung, Zuschüsse und der Nachhilfelehrer, der Kampf gegen den Schwarzmarkt und die Schwarzmarktanbieter, bundesweit einheitliche und eindeutige Regelungen für die Umsatzsteuerbefreiung nach § 4 Abs. 21 UStG und die Umsetzung der EU-Richtlinie im Hinblick auf die Umsatzsteuerbefreiung von Bildungsangeboten, Kooperationsmöglichkeiten mit dem öffentlichen Schulsystem im Nachmittagsbereich, die Aufhebung des umstrittenen Kooperationsverbotes von Bund und Ländern in der Bildungspolitik und die Beratung bei politischen Entscheidungen im Bildungsbereich zur Förderung von Bildungsbewusstsein und zur Vermeidung von Nachteilen für Bedürftige. Seine Positionen zu diesen Themen hat der VNN in seinem Eckpunktepapier zusammengefasst. Der VNN ist darüber hinaus Teil der Bundesarbeitsgemeinschaft Selbstständigenverbände und setzt sich gemeinsam mit der BAGSV für die Interessen Selbstständiger im Rahmen von Lobbyarbeit in der Bundespolitik ein.
Seit 2016 lobt der Verband jährlich den VNN-Innovationspreis aus. Er soll Organisationen, Unternehmen oder Privatpersonen auszeichnen, die innovative Projekte und Maßnahmen zur schulbegleitenden Förderung von Kindern und Jugendlichen entwickelt und umgesetzt haben. 2022 hat der VNN zudem erstmals den VNN-Journalistenpreis ausgelobt. Bewerben können sich Volontäre sowie junge Journalisten bis 30 Jahre.

## Vorstand
Der Vorstand wird von den Mitgliedern gewählt und besteht aus einem Vorsitzenden, seinem Stellvertreter sowie einem Schatzmeister. Mitglieder des Vorstands sind:
- Patrick Nadler, Tutorspace (Vorsitzender)
- Cornelia Sussieck (Stellvertretende Vorsitzende)
- Stefan Löser, LernfabrikiQ Kempten (Kassenwart)

- Ursel Dörhage, Mini-Lernkreis Enzkreis (Beisitzerin)
- Bastian Knetsch Nachhilfe To Hus (Beisitzer)
- Wolfgang Sinkwitz (Bundesgeschäftsstelle)

## Mitglieder
Um die Mitgliedschaft bewerben können sich Inhaber von Nachhilfeeinrichtungen. Über die Aufnahme entscheidet der Vorstand. Mit der Aufnahme in den Verband verpflichten sich die Mitglieder, die Selbstverpflichtung des VNN einzuhalten.